# Ramon Vidiella Simó
Ramon Vidiella Simó (Reus, 30 de setembre de 1895 - Barcelona, novembre de 1919) va ser un dibuixant i caricaturista català, germà de Pere Vidiella i fill de Ramon Vidiella i Balart.
Va dibuixar des de molt jove, sobretot la caricatura, influït pel seu germà, amb qui va fer diverses exposicions conjuntes, al Centre de Lectura el 1915 i el 1916 a la societat El Círcol, en un saló d'humoristes organitzat pel seu germà i per Ferran Casajuana. Va col·laborar a la premsa local, especialment en la satírica, i signava normalment amb el nom de Verre o amb el de Ramuncho. Es poden veure els seus dibuixos a les pàgines del diari Foment i a les revistes Les Pessigolles i Grimègia, principalment. Segons Josep Olesti, el Diccionario biográfico de artistas catalanes, de J. F. Ràfols, dona el seu nom entre els bons dibuixants. Traslladat a Barcelona malalt, va morir amb 24 anys.